# Hannah Montana-könyvek listája
A Hannah Montana című sorozat megjelent könyv formájában is. Magyarul a budapesti Egmont kiadó jelentette meg 2007–2010 között, Bottka Sándor Mátyás és Endreiné Szemők Ildikó fordításában. 

## A turné
Ebben a könyvsorozatban Hannah Montana világkörüli turnéra indul, a helyszínek Róma (Olaszország), Sydney (Ausztrália), Rio de Janeiro (Brazília) és London (Egyesült királyság). A turné során Miley Stewartnak sok kalandban lesz része, és sok új barátot szerez. A kötetek: 
1. Ciao, Róma!
2. Helló, Sydney!
3. Üdv Brazíliából!
4. Élőben Londonból!

## Epizódok könyv formájában
1. Beth Beechwood: A nagy titok (eredeti cím: Keeping Secrets) – epizódok: Szájbarágó (Miley Get Your Gum) és Az én bulimban hazudok, ha akarok (It's My Party And I'll Lie If I Want To), ford. Bottka Sándor Mátyás; 2007
2. Laurie McElroy: A nagy átverés (eredeti cím: Super Sneak) – epizódok: A nagy szökés (She's A Super Sneak) és Ha nem bírod Hannah-t, nem szerettethetem meg veled (I Can't Make You Love Hannah If You Don't); ford. Bottka Sándor Mátyás; 2007
3. Alice Alfonsi: A nagy arc (eredeti cím: Face-Off) – You're So Vain, You Probably Think This Zit Is About You & Ooh, Ooh, Itchy Woman; ford. Bottka Sándor Mátyás; 2008
4. M. C. King: A nagy kerítő (epizódok: Truth Or Dare) – Oops! I Meddled Again & It's A Mannequin's World; ford. Bottka Sándor Mátyás; 2008
5. Laurie McElroy: Rémálom a Hannah utcában (eredeti cím: Nightmare On Hannah Street) – epizódok: Két Hannah között (Torn Between Two Hannahs) és Nagyi és királynő (Grandma Don't Let Your Babies Grow Up To Be Favorites); ford. Endreiné Szemők Ildikó; 2008
6. Beth Beechwood: A pénz illata (eredeti cím: Face the Music) – epizódok: A parfüm szaga  (Smells Like Teen Sellout) és Tesó, hozz egy pohár vizet! (We Are Family – Now Get Me Some Water); ford. Endreiné Szemők Ildikó; 2008
7. A zöldszemű szörny; adapt. M. C. King, ford. Endreiné Szemők Ildikó; 2008
8. Laurie McElroy: Baljós fények; ford. Endreiné Szemők Ildikó; 2008
9. M. C. King: Édes bosszú; ford. Endreiné Szemők Ildikó; 2008
10. Heather Alexander: Ki nyer a végén?; ford. Endreiné Szemők Ildikó; 2009
11. M. C. King: Szívzűrök; ford. Endreiné Szemők Ildikó; 2009
12. Ann Lloyd: Semmi kétség, én nyerek!; ford. Endreiné Szemők Ildikó; 2009
13. Laurie McElroy: Lebilincselő barátság; ford. Endreiné Szemők Ildikó; 2009
14. Kitty Richards: Turnéláz; ford. Endreiné Szemők Ildikó; 2009
15. Laurie McElroy: Vigyázz, mit kívánsz!; ford. Endreiné Szemők Ildikó; 2009
16. Laurie McElroy: Nem találok szavaka; ford. Endreiné Szemők Ildikó; 2009
17. M. C. King írta: Sztártitkok; ford. Endreiné Szemők Ildikó; 2010
18. ???  Suzanne Harper: Lovagolj a hullámokon!; ford. Endreiné Szemők Ildikó; 2009